# Lola (película de 1986)
Lola es una película dramática española de 1986 dirigida por Bigas Luna.

## Argumento
Lola, una trabajadora de un taller de curtido de pieles, decide abandonar a Mario, su amante, un agresivo alcohólico. Pronto conoce a un atractivo francés llamado Robert, con quien acabará casándose y formando una familia estable. Mario reaparece años después para hacer tambalear los cimientos de su nueva vida.
Como curiosidad es la primera aparición en pantalla de Ariadna Gil, en un brevísimo papel.

## Reparto
| Actor           | Personaje |
| --------------- | --------- |
| Ángela Molina   | Lola      |
| Patrick Bauchau | Robert    |
| Feodor Atkine   | Mario     |
| Assumpta Serna  | Silvia    |
| Carme Sansa     | Janine    |

## Premios
- Fotogramas de Plata: Mejor actriz de cine (Ángela Molina)
- Premios ACE (Nueva York): Mejor actor secundario (Féodor Atkine)